# Política da Costa do Marfim
A Costa do Marfim é uma república presidencial multipartidária, na qual o presidente é simultaneamente chefe de Estado e chefe de governo. O poder executivo está nas mãos do governo, enquanto o poder legislativo é exercido pelo parlamento
Oficialmente, a capital do país é, desde 1983, Yamoussoukro,  mas Abidjan continua a ser a capital administrativa, onde muitos países mantêm suas embaixadas.

## Constituição
A atual Constituição da Costa do Marfim foi adotada após um referendo organizado pela junta militar chefiada pelo general Robert Guéï que se encontrava no poder em 2000. Depois de uma campanha em que todos os partidos políticos conclamaram a população a votar favoravelmente, nova carta constitucional foi aprovada por mais de  86 % dos eleitores.

## Poder executivo
| Função            | Nome              | Partido                        | Desde               |
| ----------------- | ----------------- | ------------------------------ | ------------------- |
| Presidente        | Alassane Ouattara | Aliança dos Republicanos (RDR) | 11 de abril de 2011 |
| Primeiro-ministro | Guillaume Soro    |                                | 4 de abril de 2007  |

O presidente é eleito, por sufrágio universal, para um mandato de 5 anos, podendo ser reeleito apenas uma vez. Ele é o chefe supremo das Forças Armadas e preside o Conselho Superior da Defesa. Pode negociar e ratificar tratados internacionais, propor leis à Assembleia Nacional ou submetê-las a referendo popular. Também cabe ao presidente nomear o primeiro-ministro e os membros  do governo. Nas suas ausências, o presidente é substituído pelo presidente da Assembleia Nacional.

## Poder legislativo

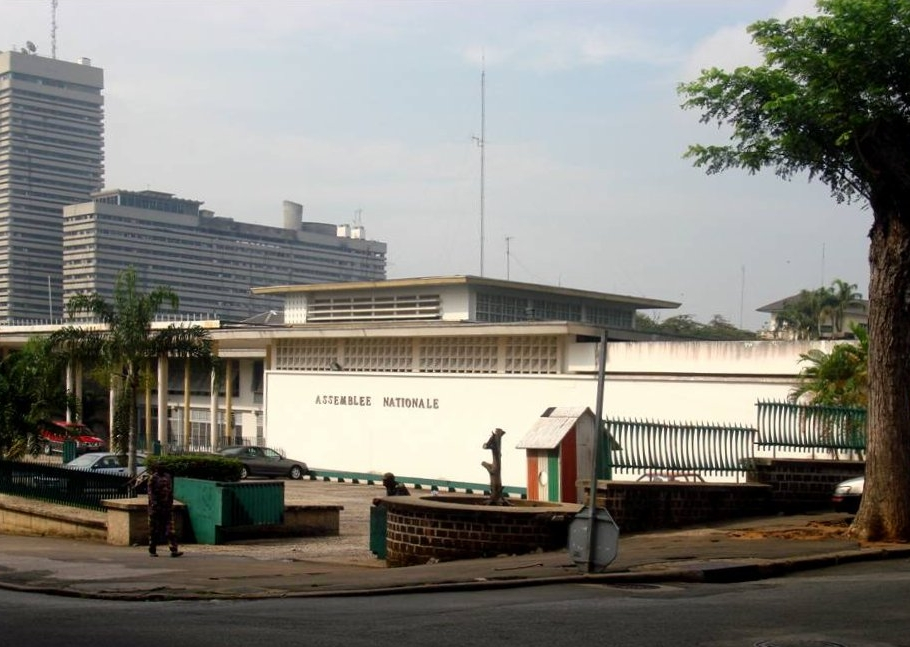
Assembleia Nacional da Costa do Marfim.

A Assembleia Nacional da Costa do Marfim, unicameral, conta com 225 membros eleitos por cinco anos.

## Partidos políticos e eleições
Existem mais de 130 partidos políticos na Costa do Marfim. O último a ser criado foi a Aliança para uma Nova Costa do Marfim (Alliance pour une Nouvelle Côte d'Ivoire, ANCI),  fundada em 2007 por Zémogo Fofana.
RDA (Reagrupamento Democrático Africano) - Fundado por Félix Houphouët-Boigny, ativo antes da independência, apresentava seus candidatos em toda a África Ocidental Francesa. Afiliado ao Partido Comunista Francês, sofreu uma cisão em 1954,  aproximando-se de François Mitterrand e René Pleven. A partir de 1960, foi extinto e substituído em todos os países, inclusive na Costa do Marfim, pelo PDCI- RDA.
UDPCI (União para a Democracia e a Paz na Costa do Marfim) foi fundada por Robert Guéï em maio de 2002. Seu atuall presidente é Albert Toikeusse.
PEI (Partido Ecológico Marfinense) é presidido por Edmond Edouard N'Gouan.
PDCI ou PDCI-RDA (Partido Democrático da Costa do Marfim de Côte d'Ivoire) é o antigo partido único de Félix Houphouët-Boigny. Esse partido ainda desempenha um papel importante e tem, entre seus filiados, Henri Konan Bédié, presidente de 1993 a 1999. Suspendeu sua participação no governo em 4 de março de 2004, por divergir da FPI sobre as nomeações para postos chave da administração e das empresas públicas (mas voltou posteriormente). Seu principal dirigente é Kouadio Konan Bertin. No primeiro trimestre de 2005, quatro partidos (PDCI, RDR, UDPCI, MFA) formaram em Paris o Reagrupamento dos Houphouetistas para a Democracia e a Paz RHDP .
FPI (Frente Popular Marfinense), fundada na clandestinidade pelo casal Gbagbo (Laurent e Simone), é o partido de Mamadou Koulibaly, presidente da  Assembleia Nacional, de Bohoun Bouabré, Hubert Oulaye, Alphonse Douati e outros. Louis Dacoury Tabley foi a princípio dirigente do partido; depois passou ao RDR e finalmente ao MPCI. O FPI é membro da Internacional Socialista. O presidente do partido é Pascal Affi N'Guessan, antigo primeiro-ministro. Seu órgão de imprensa diário é Notre Voie.
RDR (Reagrupamento dos Republicanos) fundado por Djéni Kobina, depois controlado por Alassane Ouattara, a figura mais destacada do partido. O presidente do RDR, Alassane Dramane Ouattara, antes governador do BCEAO, depois primeiro-ministro do presidente Houphouët-Boigny e em seguida secretário geral adjunto do FMI, tornou-se inelegível para a presidência da república no pleito de 2000, em razão da suposta nacionalidade burquinabê de seu pai, fato que agravou profundamente as tensões interétnicas no país.
PIT (Partido Marfinense dos Trabalhadores) foi um pequeno partido de oposição, cujo candidato Francis Wodié foi o único a não boicotar as eleições de 1995. Esse partido juntou-se à FPI no final de 2000.
São partidos de importância secundária oMovimento das Forças do Futuro (MFA), a União para a Democracia e a Paz na Costa do Marfim (UDPCI) e a União Democrática da Costa do Marfim (UDCI, de Théodore Mel Eg). O RJDP (Reagrupamento dos Jovens pela Paz) reúne diversos movimentos de jovens filiados aos partidos de oposição, dentre os quais o RJR, a JPDCI e a JUDPCI.

### Movimentos rebeldes
FNCI ou FNForças Novas da Costa do Marfim (Forces Nouvelles) é uma coalizão de movimentos rebeldes (MPIGO,  MPCI e MJP) formada em dezembro de 2002, logo após as primeiras iniciativas de paz havidas no contexto da guerra civil.  Após a assinatura do acordo de paz, em 4 de março de 2007, o líder das FN Guillaume Soro tornou-se primeiro-ministro. Segundo Soro, as Forces Nouvelles estão se transformando - de grupo armado, em força "responsável, confiável e capaz de gerir os negócios de estado".
MPCIMovimento Patriótico da Costa do Marfim caracterizou-se como movimento político rebelde, do qual as "Forces nouvelles" eram o braço armado. Dirigido por Guillaume Soro Kigbafori, oriundo de uma entidade estudantil próxima da FPI e que fez parte do RDR por algum tempo. Entre seus filiados está Louis Dacoury Tabley, antigo dirigente da FPI, á época de sua fundação. Embora implantado principalmente no norte do país, conta com representantes de toda a Costa do Marfim. Durante a guerra civil, os líderes do MPCI comandavam cerca de  10.000 soldados (dos quais 450 pertencentes ao exército marfinense) e controlavam 40% do país (outros 20%, no oeste, eram controlados por rebeldes aliados). O partido formou-se em outubro de 2002, logo após o fracasso da rebelião armada de 19 de setembro de 2002. A partir de 2005, o MPCI transformou-se em um importante partido político.
MPIGOMovimento Popular Marfinense do Grande Oeste era um dos dois movimentos rebeldes do oeste da Costa do Marfim, criados para reforçar a presença rebelde nos acordos de Marcoussis (26 de janeiro de 2003). Foi fundado pelo sargento Félix Doh (morto em abril de 2003, em uma emboscada), e recruta essencialmente membros da etnia libero-marfinense yacuba. Contava com 6000 homens armados. Assinou um cessar-fogo em 8 de janeiro de 2003 e, desde  2004, fundiu-se no MPCI.
MJPMovimento pela justiça e a paz era o segundo partido rebelde do oeste da Costa do Marfim. Contava com aproximadamente 250 combatentes dirigidos pelo comandante Gaspard Déli. Deixou praticamente de existir a partir de 2004.

### Os "jovens patriotas"
Os "jovens patriotas" constituem um movimento nacionalista da juventude marfinense. Segundo seus dirigentes, o movimento conta com muitos milhares de membros que lutam contra a violência e a xenofobia. São dirigidos por Charles Blé Goudé e apoiam o Presidente Laurent Gbagbo. Recusam a presença militar francesa, que é mantida em virtude de acordos bilaterais de defesa assinados em 24 de abril de 1961.
Em comunicado do dia 30 de novembro de 2004, a FIDH, Federação Internacional dos Direitos do Homem, denunciou a violência das manifestações xenófobas  dos  "jovens patriotas" e extorsões cometidas contra as comunidades estrangeiras instaladas em Abidjan.

Em 27 de julho de 2005, em seu comunicado intitulado "Brutalité, chantage et vandalisme : les « Jeunes patriotes » font régner la loi des prédateurs à Abidjan" ("Brutalidade, chantagem e vandalismo: os "Jovens Patriotas" instauram a lei do mais forte em Abidjan"), a organização Repórteres sem Fronteiras classificou  os "jovens patriotas" como "predadores da liberdade de imprensa", instando o governo a adotar medidas enérgicas, para que  "os jornalistas possam trabalhar sem temer as expedições punitivas dessa milícia".

## Forças Armadas
Na Costa do Marfim, ao contrário da maioria dos países africanos, o exército nunca desempenhou um papel político importante, antes do golpe de estado de Robert Guéï, em dezembro de 1999. De fato, Félix Houphouët-Boigny tinha reduzido a tropa a uma função meramente simbólica, visando evitar o risco de rebelião.